# 沃爾夫 (加利福尼亞州內華達縣)
沃爾夫（英語：Wolf）是位於美國加利福尼亞州內華達縣的一個非建制地區。該地的面積和人口皆未知。

## 地理
沃爾夫的座標為39°03′31″N 121°08′18″W / 39.05861°N 121.13833°W，而該地的平均海拔高度為481米（即1578英尺）。